# 泰斯塔西奥河岸

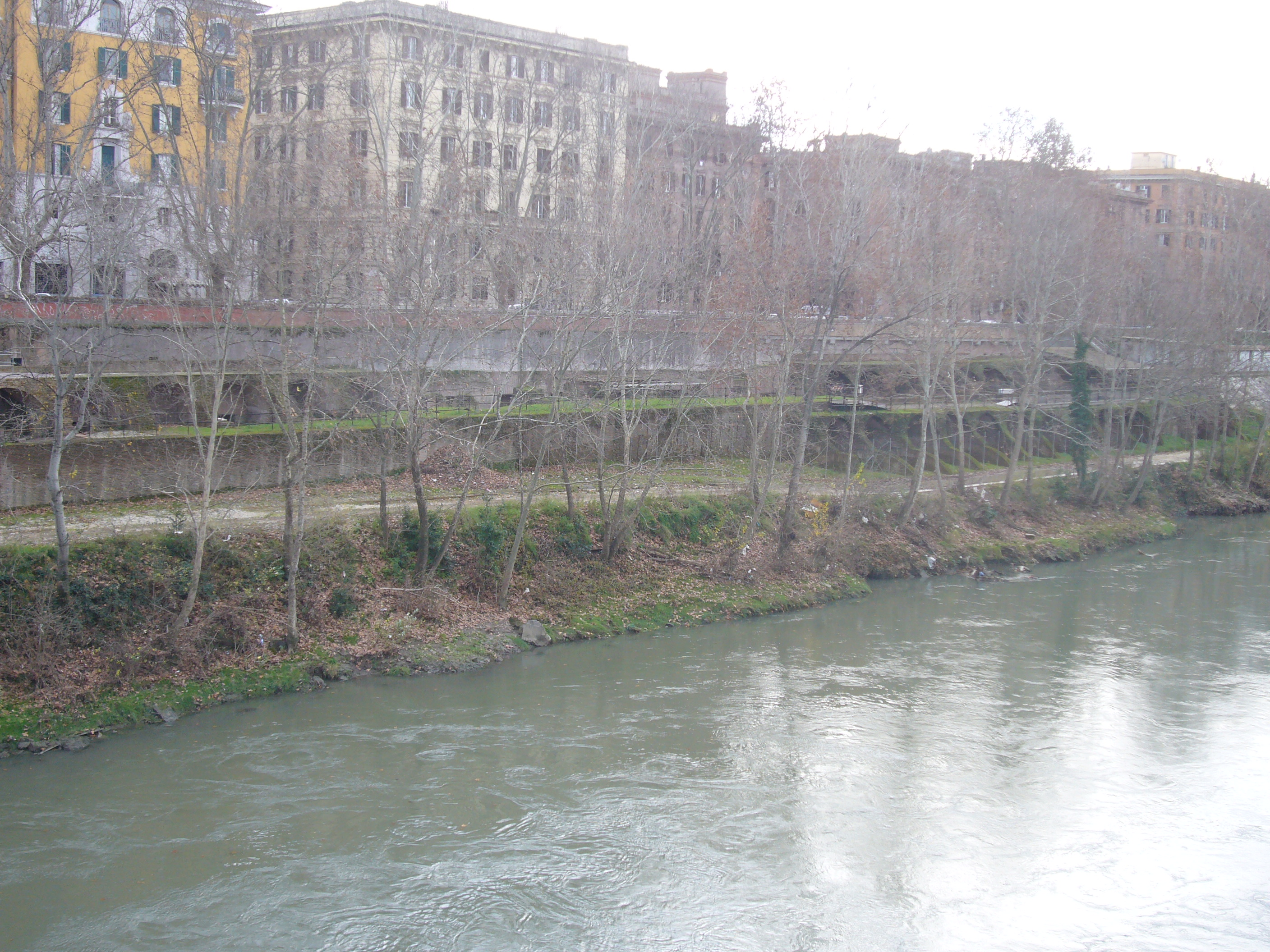

泰斯塔西奥河岸（義大利語：Lungotevere Testaccio）是意大利罗马泰斯塔西奥区的一段台伯河岸，连接安普里奥广场与乔瓦尼·巴蒂斯塔·玛兹广场（介于苏布里齐桥和泰斯塔西奥桥之间）。

## 历史
河岸得名于泰斯塔西奥山，该山丘由恩波里乌姆的陶器碎片等残骸堆积而成。河岸定名于1887年7月20日。
目前挡土墙的下面是恩波里乌姆的城墙遗址，在十九世纪，考古学家彼得·维斯康蒂在该地区进行发掘，剥离出埋藏在台伯河泥浆下几个世纪之久的大理石。这些古代的大理石得到再利用，1869年，庇护九世利用一具罗马石棺建造了喷泉。在1920年代修筑最后一段台伯河防洪墙时，喷泉被重新组装，插入朝向河的墙上。